# (78364) 2002 PY113
2002 بي واي 113 (ويعرف أيضًا باسم (78364) 2002 بي واي 113 وفق تسمية الكوكب الصغير) (بالإنجليزية: 2002 PY113)‏ هو كويكب ضمن حزام الكويكبات؛ وترتيبه 78364 من حيث الاكتشاف.
اكتُشف هذا الجُرم الفلكي بواسطة بحث لنكولن عن الكويكبات القريبة من الأرض في 12 أغسطس 2002.

## وصلات خارجية
- (78364) 2002 PY113 في قاعدة بيانات مختبر الدفع النفاث لأجرام النظام الشمسي الصغيرة

- الاكتشاف · مخطط المدار ·  العناصر المدارية · المعلمات المادية

- (78364) 2002 PY113 على موقع ويكي سكاي: DSS2, SDSS, GALEX, IRAS, Hydrogen α, X-Ray, Astrophoto, Sky Map, Articles and images